# Rambla (Bodentyp)

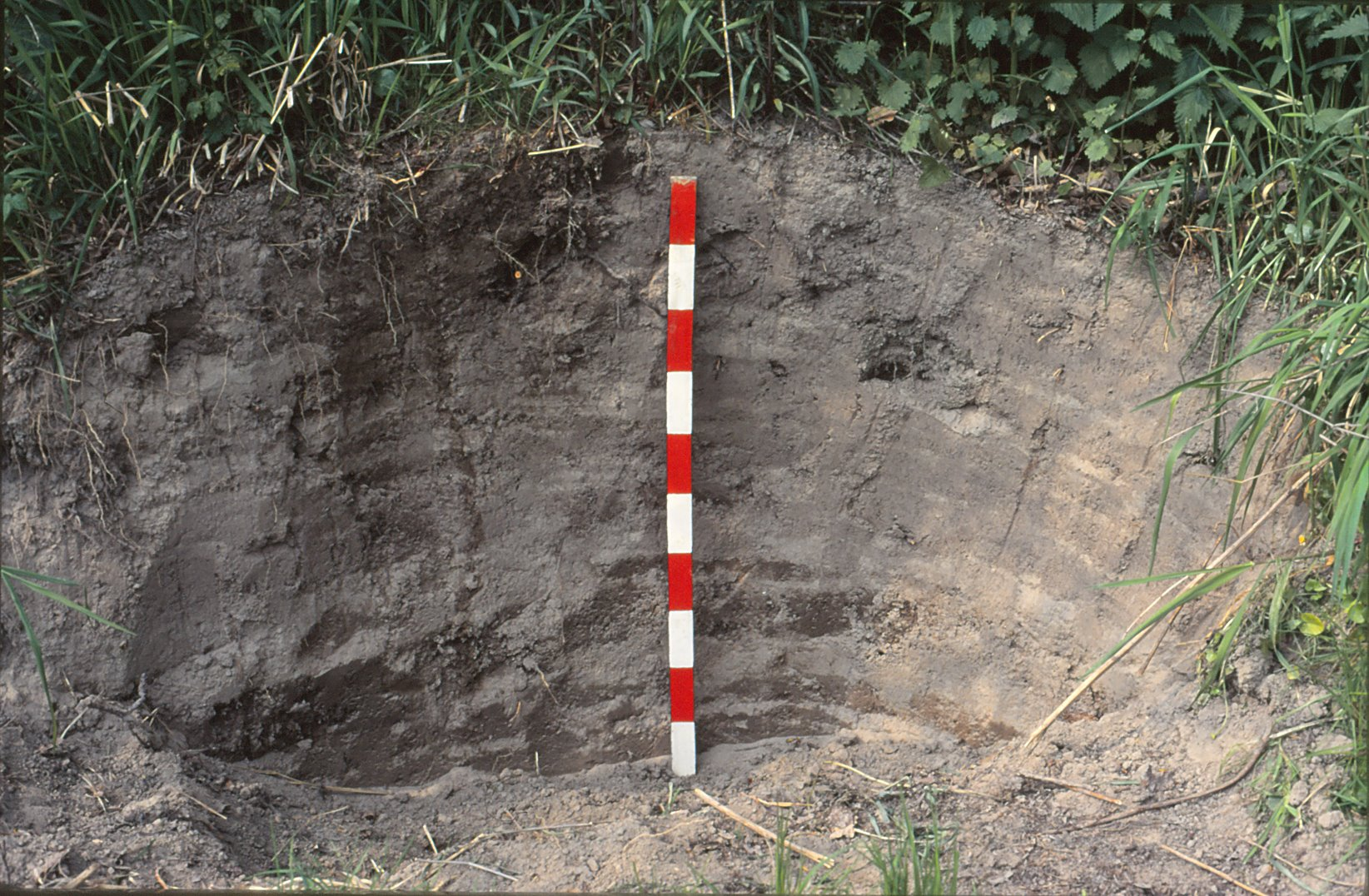
Rambla der Oberrheinebene mit Vergleyungstendenz (aAi-alC-aG).

Die Rambla (veraltet: Auenlockersyrosem) ist ein Bodentyp in der Klasse A (Auenböden) der Abteilung der semiterrestrischen Böden und wird in der Bodenkunde mit AO abgekürzt. Der Name leitet sich vom spanischen Rambla (Bachbett) ab. Die Rambla ist der Boden der frischen Flusssedimente und kommt vor allem an Oberläufen vor. Mit den wechselnden Überflutungen kommt es ständig zur Bildung neuer Sedimentschichten, die sich in Merkmalen wie Bodenart und Skelettgehalt unterscheiden können. Diese Unterschiede sind in der Regel als markante Schichtgrenzen zu erkennen. Innerhalb der Auenböden entspricht die Rambla somit in etwa dem Lockersyrosem der terrestrischen Böden. Sie ist demnach ein Auenrohboden, in dem noch kaum Verwitterung stattgefunden hat und außer einem dünnen und oft diskontinuierlichen Humsanreicherungshorizont kaum Horizonte erkennbar sind.
In der internationalen Bodenklassifikation World Reference Base for Soil Resources (WRB) gehören die meisten Ramblen zu den Fluvisolen. Sind sie stark skeletthaltig, sind es jedoch Leptosole, und bei hohen Sandgehalten im ganzen Profil sind es Arenosole.